# Metalhenge

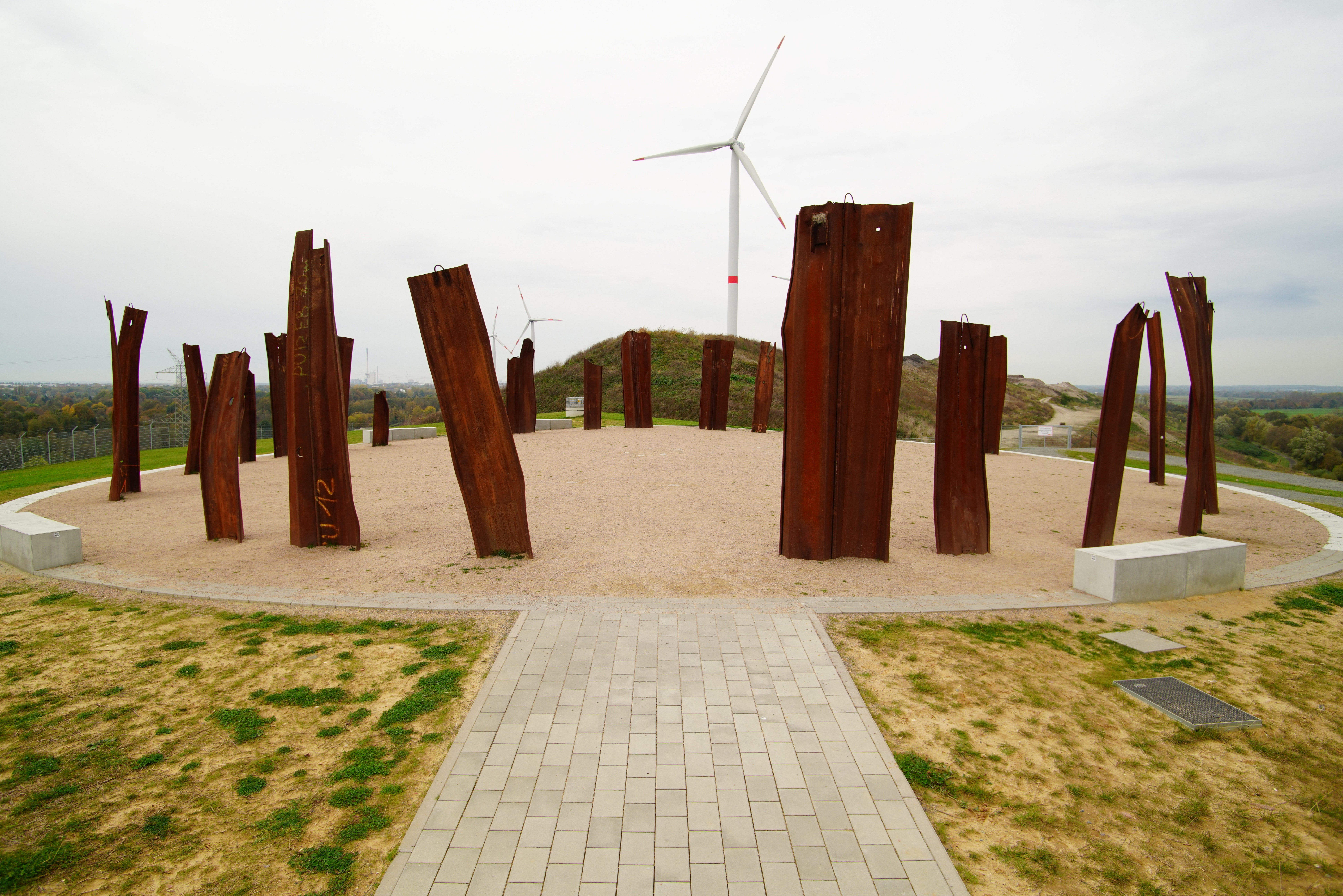
Metalhenge in Bremen

Metalhenge ist der Name eines astronomischen Aussichtspunktes und einer Kunstinstallation in Bremen, die sich in etwa 40 Metern Höhe auf dem östlichen, stillgelegten Teil der Blocklanddeponie im Stadtteil Walle befinden.

## Entstehung und Standort
Metalhenge wurde von dem Künstler und Schauspieler Thomas Roth in Kooperation mit der Bremer Stadtreinigung (DBS) geplant und errichtet. Die mathematischen Berechnungen der Stelen-Positionen und die astronomische Beratung wurden von dem Physiker und ehemaligen Leiter des Olbers-Planetariums Bremen, Dieter Vornholz, übernommen. Ein Audioguide zu Metalhenge wurde von Henri Leinfelder, Olbers-Planetarium, entwickelt.
Metalhenge wurde am 16. Juli 2021 eröffnet und ist der erste öffentlich zugängliche Abschnitt der Blocklanddeponie, die an ihrer höchsten Stelle 51 m ü. NHN misst und damit die höchste künstliche Erhebung des kleinsten deutschen Bundeslandes ist. Der Aussichtspunkt liegt auf einem stillgelegten und renaturierten Teil des Berges in einer Höhe von etwa 40 Metern und bietet eine Sichtweite von bis zu 23 Kilometer. Der Aufstieg ist über einen knapp einen Kilometer langen barrierefreien Weg möglich, welcher serpentinenförmig um den östlichen Deponierand führt.

## Astronomischer Hintergrund

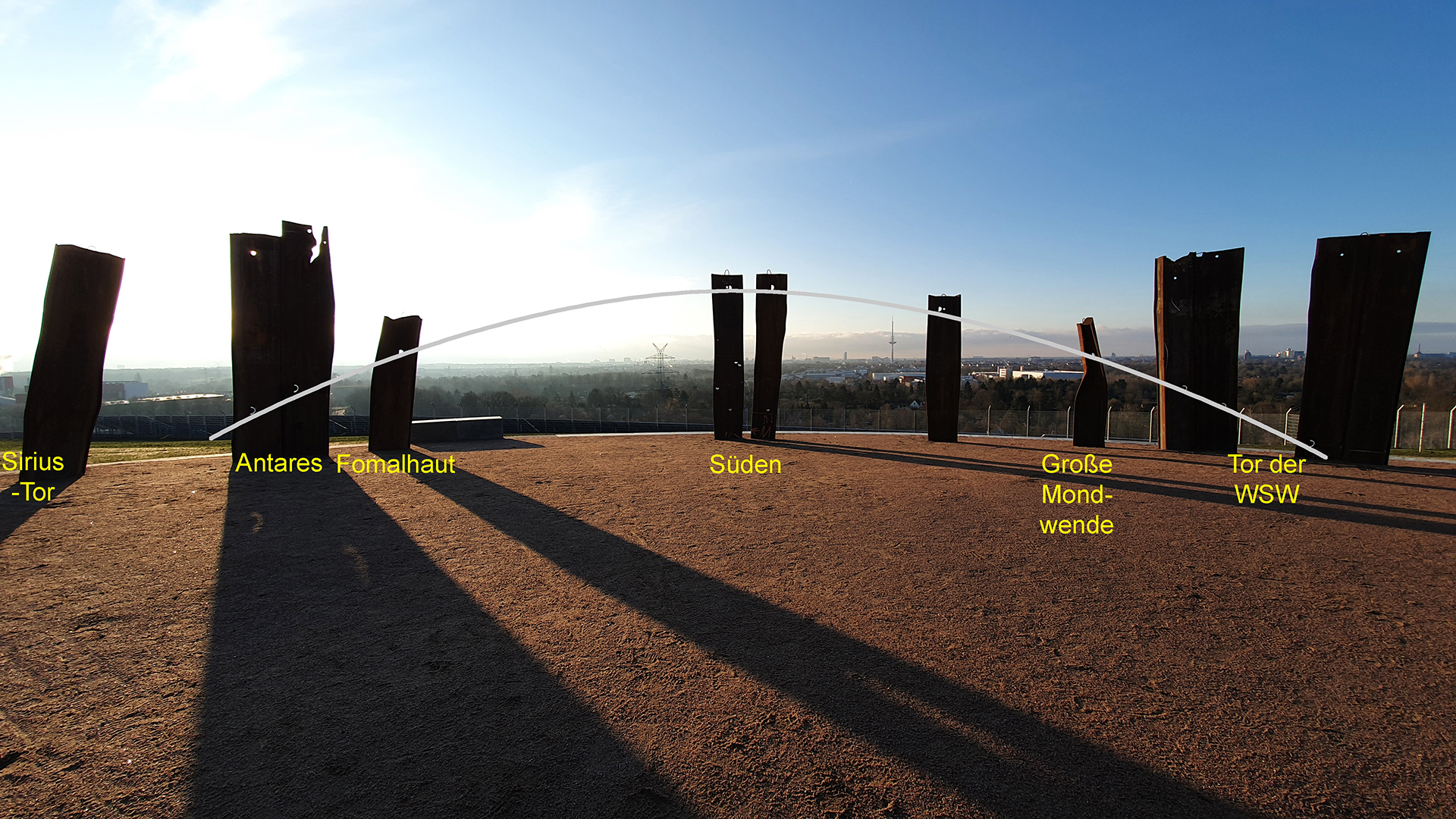
Tagbogen des Mondes bei größter Südbreite

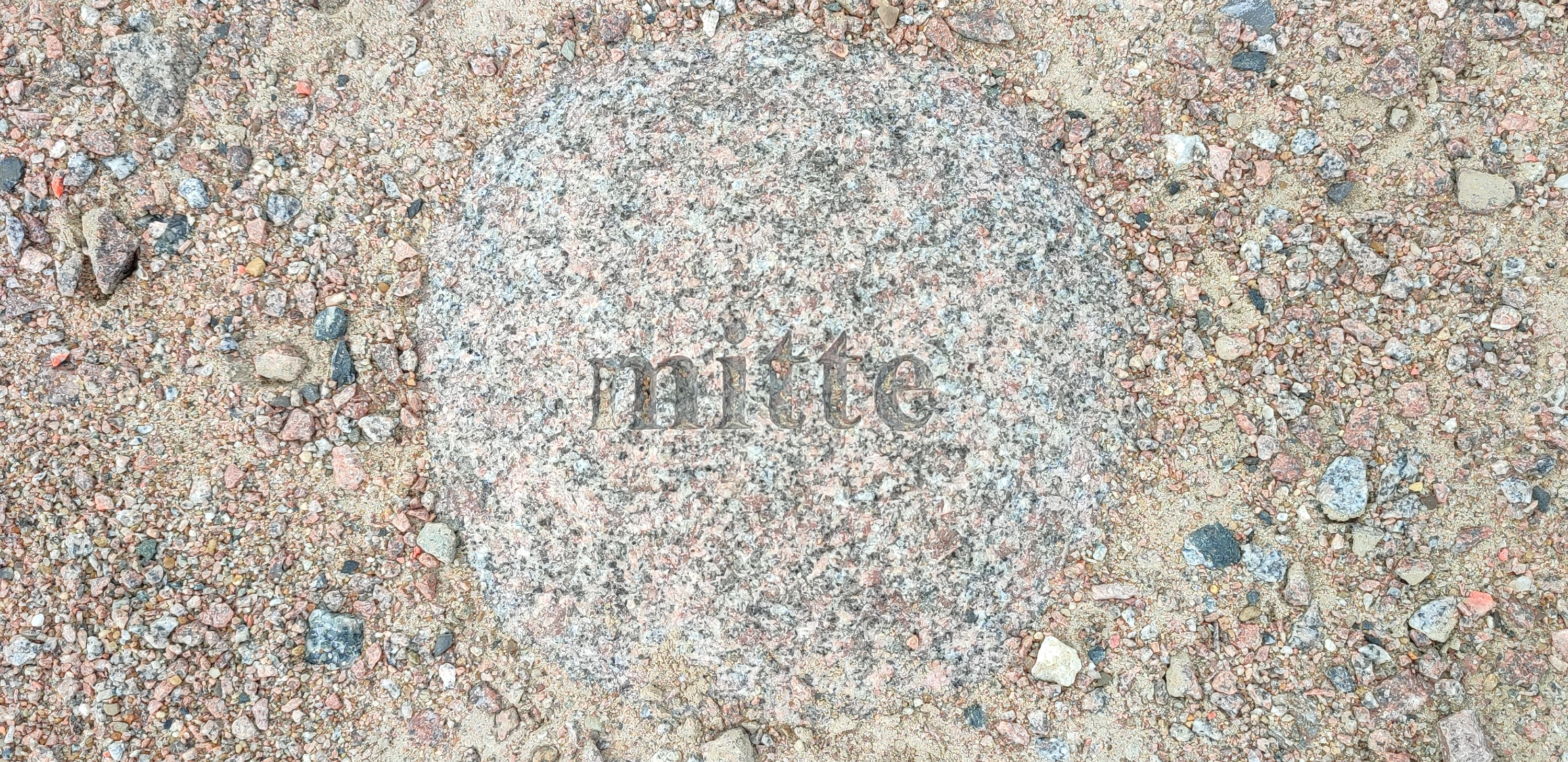
Die Bodenmarke im Monumentmittelpunkt, die Sonne symbolisierend bezüglich des Planetenwegs

Die Installation auf dem Aussichtspunkt orientiert sich in seiner Bedeutung und der Ausrichtung der Stelen an Stonehenge, aber auch an weiteren bekannten archäoastronomischen Bauwerken wie Woodhenge oder der Kreisgrabenanlage von Goseck sowie an der Himmelsscheibe von Nebra.
Die Installation besteht aus 25 bis zu vier Meter hohen Hafenspundbohlen, die allesamt nach astronomischen Himmelsobjekten ausgerichtet sind. Während alle Stelen in östlicher Richtung die Aufgangspunkte einiger ausgewählter Sterne symbolisieren, stehen die Stelen in westlicher Richtung für die Extremaluntergangspunkte von Sonne und Mond, dem Ptolemäus-Sternhaufen sowie dem Virgo-Galaxienhaufen. Drei Stelen für die Himmelsrichtungen Norden, Osten und Westen und eine Doppelstele für den Süden dienen Beobachtern als geografische Orientierung.
In einige der 25 Stelen auf Metalhenge sind verschiedenförmige Öffnungen eingearbeitet. Ihre Bedeutung lässt sich am besten aus dem Kreismittelpunkt und aus einer Augenhöhe von 1,50 Metern nachvollziehen. Aus dieser Perspektive kann durch die Öffnungen der Verlauf einzelner Gestirne am Himmel und ihre Bahn unter dem Horizont nachvollzogen werden. Die Löcher dienen somit dem Verständnis der Himmelsbewegung. Auf dem Boden im Kreisinneren des Monuments sind zusätzlich 12 runde Steine, sogenannte Bodenmarken, eingelassen. Ihre Bedeutung erschließt sich ebenfalls nur bei einem Blick vom Kreismittelpunkt. Schaut man aus dieser Perspektive auf einen der Steine mit verschiedenen Aufschriften, so fällt der Blick auch in Richtung des entsprechenden (archäo)astronomisch relevanten Ortes oder Objektes auf der Erde. Die Bodenmarken dienen demnach der imaginären Betrachtung weit entfernter Orte durch das Erdinnere. Dazu zählen neben den Pyramiden von Gizeh oder dem mexikanischen Chichén Itzá unter anderem auch das Extremely Large Telescope (ELT) der Europäischen Südsternwarte oder der Roden Crater.

## Planetenweg

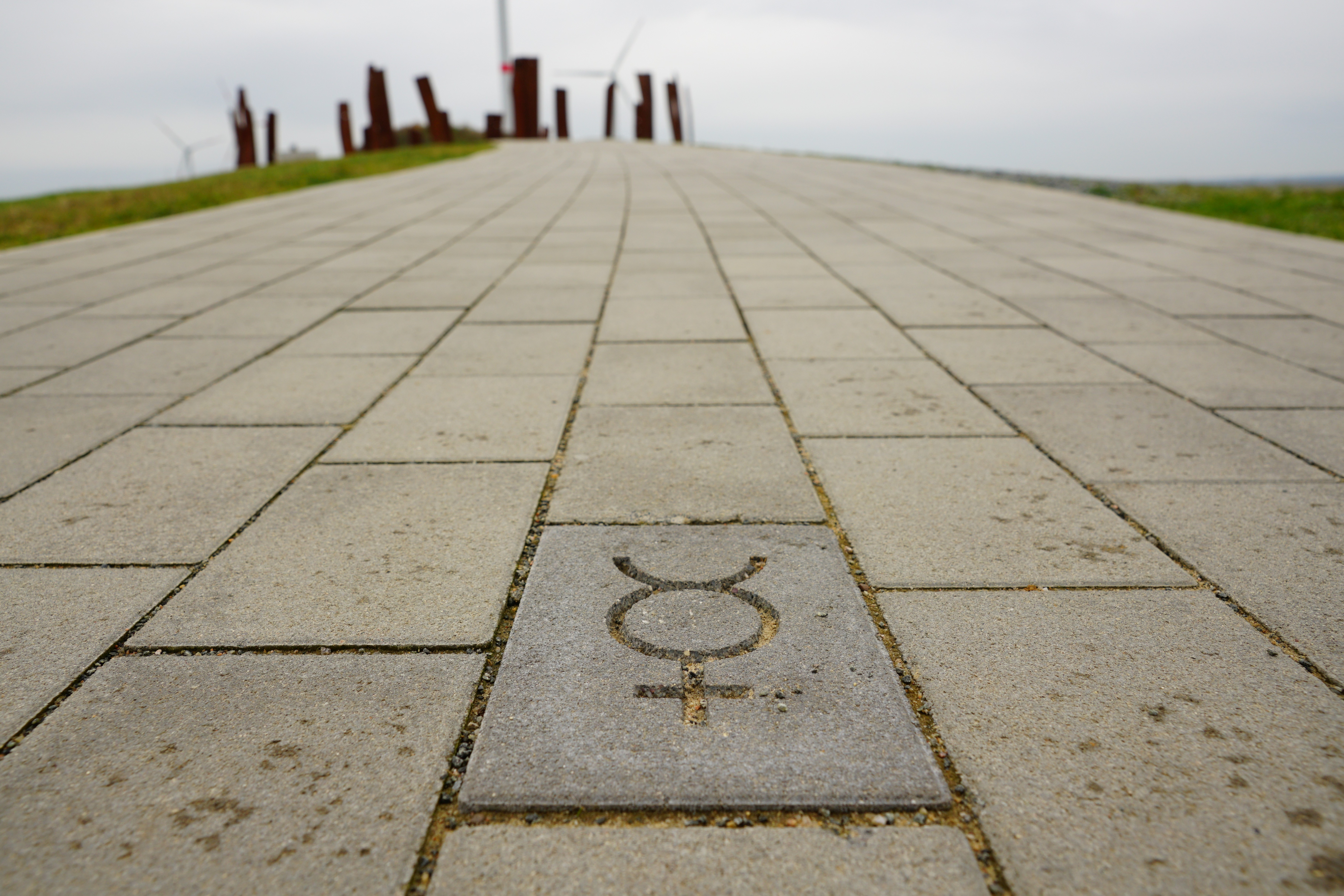
„Merkur“ auf dem Planetenweg, im Hintergrund der Stelenkreis

Der steinerne Weg, der auf den Aussichtspunkt führt, dient zugleich als Planetenweg, welcher modellhaft einen Teil unseres Sonnensystems in einem Maßstab von 1 : 1 Milliarde darstellt. In der Mitte des Stelenkreises befindet sich die in diesem Maßstab 1,40 Meter große Sonne, die vier inneren Planeten sind auf dem Aufstiegsweg durch Planetensymbole in den Pflastersteinen markiert. Sie befinden sich etwa 60 Meter (Merkur ☿), 110 Meter (Venus ♀), 150 Meter (Erde 🜨) und 230 Meter (Mars ♂) vom Zentrum der Installation entfernt. Die Bahnen der vier äußeren Planeten befinden sich nicht mehr auf dem Grundstück der Deponie.
Während die Entfernungen der Planeten zur Sonne im Planetenweg auf Metalhenge maßstabsgetreu sind, stimmen ihre Größen nicht mit den realen Proportionen überein – siehe Modell des Sonnensystems. Die für Metalhenge konzipierte App von Jérôme Meyer vom Olbers-Planetarium stellt diese ergänzend auf Mobilgeräten dar.